# Hrabiny
Hrabiny jsou chráněný areál v katastrálním území Petržalka v okrese Bratislava V v Bratislavském kraji na Slovensku. Území bylo vyhlášeno či novelizováno v roce 2002 a jeho rozloha je 7,05 hektaru. Předmětem ochrany je lokalita s výskytem jediné slovenské populace kozince drsného (Astragalus asper).